# Zehak (Verwaltungsbezirk)
Zehak (persisch شهرستان زهک) ist ein Schahrestan in der Provinz Sistan und Belutschistan im Iran. Er enthält die Stadt Zehak, welche die Hauptstadt des Verwaltungsbezirks ist. 

## Demografie
Bei der Volkszählung 2016 betrug die Einwohnerzahl des Schahrestan 74.896. Die Alphabetisierung lag bei 78 Prozent der Bevölkerung. Knapp 18 Prozent der Bevölkerung lebten in urbanen Regionen.
| Zensusjahr | Einwohnerzahl |
| ---------- | ------------- |
| 2011       | 75.419        |
| 2016       | 74.896        |